# 欧杜维尔拉于贝尔
欧杜维尔拉于贝尔（法語：Audouville-la-Hubert，法語發音：[oduvil la ybɛʁ]）是法国芒什省的一个市镇，属于瑟堡区。

## 地理
欧杜维尔拉于贝尔（49°24'38"N, 1°14'30"W）面积6.4 平方千米，位于法国诺曼底大区芒什省，该省份为法国西北部沿海省份，西、北、东北三面环大西洋，东起顺时针与卡爾瓦多斯省、奧恩省、马耶讷省和伊勒-维莱讷省接壤。
与欧杜维尔拉于贝尔接壤的市镇（或旧市镇、城区）包括：圣玛丽迪蒙、圣马丹德瓦尔维尔、蒂尔克维尔。

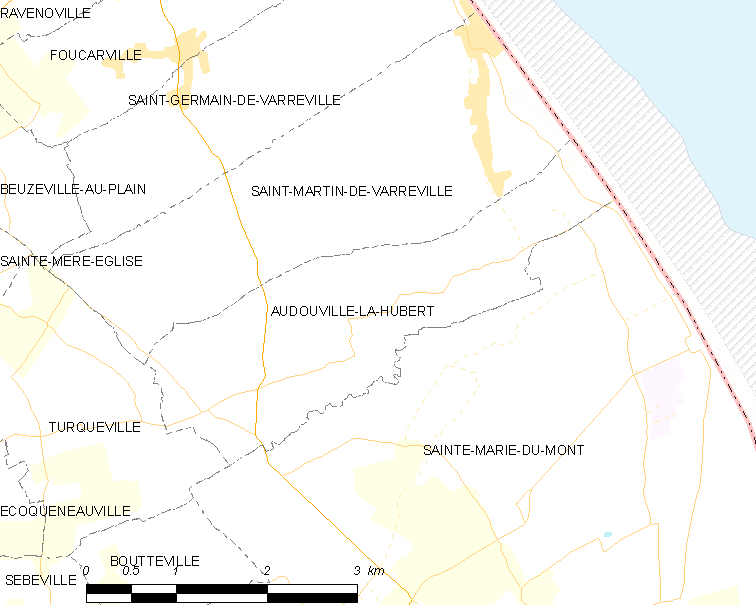
欧杜维尔拉于贝尔的OSM定位图

欧杜维尔拉于贝尔的时区为UTC+01:00、UTC+02:00（夏令时）。

## 行政
欧杜维尔拉于贝尔的邮政编码为50480，INSEE市镇编码为50021。

## 政治
欧杜维尔拉于贝尔所属的省级选区为卡朗唐莱马赖县。

## 人口

1962-2008年间欧杜维尔拉于贝尔人口变化图示

欧杜维尔拉于贝尔于2022年1月1日时的人口数量为76人。